# Аутстафінг
Аутстафінг — це вивід персоналу за штат компанії-замовника і оформлення його у штат компанії-провайдера. Ідея аутстафінгу персоналу полягає у тому, що співробітники, формально працевлаштовані в компанії-провайдері, але в той же час виконували свої обов'язки на попередньому місці роботи.
В Україні дедалі більше з'являється компаній, які надають послуги аутсорсингу та безпосередньо аутстафінгу на абсолютно легальних умовах.

## Переваги аутстафінгу
Аутстафінг скорочує витрати та трудозатрати на ведення документообігу; використовуючи послуги аутстафінгу компанії відмічають покращення якості виконання роботи, значно зростає рівень керованості персоналом, відпадає потреба тримати у штаті недбалих працівників. Подвійний контроль над робітником (з боку замовника та кадрового агентства) дає хороші результати.
Випадки, у яких компанії вигідно використовувати аутстафінг:
- компанія хоче скоротити штат, не втрачаючи при цьому кваліфікованих співробітників;
- бажання розвивати бізнес в певних регіонах без відкриття філіалів;
- обмеження на кількість співробітників у штаті в той час, коли розвиток бізнесу потребує залучення спеціалістів;
- зниження ризиків пов'язаних з трудовими відносинами;
- реалізація тимчасового проекту без відкриття нових вакансій;
- оцінка нових співробітників без прийому на роботу або на випробувальний строк;
- кадровий аутсорсинг скорочує адміністративні витрати на кадровий облік, виплату заробітної плати та податків.

Використовувати аутсорсинг вигідно компаніям, які працюють за спрощеним оподаткуванням. Адже саме їм не можна перевищувати встановлену чисельність співробітників. Ще однією поширеною причиною використання кадрового аутсорсингу є зниження витрат на фонд оплати праці. Кошти, які перераховують рекрутинговому агентству, проходять по абсолютно іншій статті.
Можна виділити такі плюси кадрового аутсорсингу:
- зниження ризиків, пов'язаних з трудовими відносинами;
- повна передача податкової та юридичної відповідальності на компанію координатора;
- зниження витрат та кадрового завантаження з приводу бухгалтерського і адміністративного супроводження персоналу;
- аутсорсинг персоналу дозволяє задіяти необмежену кількість спеціалістів і при цьому не змінювати чисельність штату.